# Jesús Dátolo
Jesús Alberto Dátolo (Carlos Spegazzini, 19 maggio 1984) è un ex calciatore argentino, di ruolo centrocampista.

## Carriera

### Club
Esterno sinistro di centrocampo con vocazione offensiva, inizia la carriera al Cañuelas, nella quarta serie Argentina. Nel 2002 approda in Primera División, al Banfield. Viene aggregato stabilmente alla prima squadra a partire dal 2005. Nella prima stagione da titolare realizza 5 reti che accendono l'interesse del Boca Juniors, club che nell'estate del 2006 lo acquista per 1 milione di dollari.
A partire dal torneo Apertura 2007 fa stabilmente parte dell'undici titolare del Boca, con cui vince, tra le altre cose, una Coppa Libertadores nel 2007 e un titolo nazionale nel 2008.

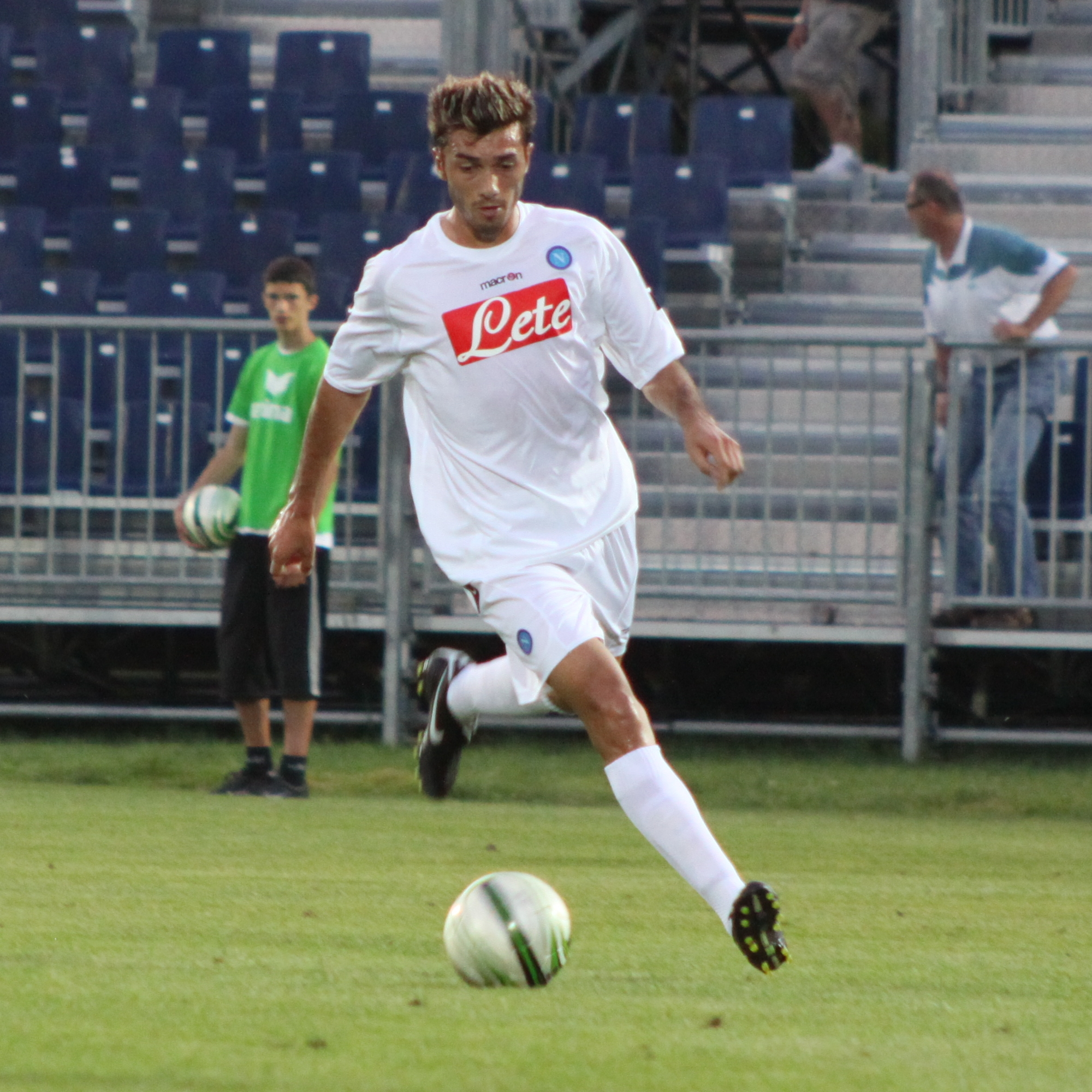
Jesús Dátolo in azione con la maglia del Napoli nell'estate 2009.

Il 31 gennaio 2009 viene acquistato dal Napoli per circa 6,5 milioni di euro, firmando un contratto quinquennale, con un ingaggio di 650 000 euro a stagione.
Esordisce in Serie A il 14 febbraio 2009 nel match interno contro il Bologna, terminato 1-1. Colleziona altre 8 presenze nella seconda metà del campionato. Segna il suo unico gol in maglia azzurra e in Serie A il 31 ottobre 2009 nella trasferta di Torino contro la Juventus, dove subentra cambiando il corso del match, prima realizza l'assist per Hamsik per il 2-1 poi realizza il gol del momentaneo 2-2; la partita finirà poi 3-2 per il Napoli con Datolo protagonista anche nell'azione del terzo gol, 21 anni dopo l'ultimo successo azzurro in casa dei bianconeri.
Nel gennaio 2010 il calciatore posa per la rivista gay argentina Romeo Mag. Al suo rientro a Napoli è travolto dalle polemiche, e il presidente Aurelio De Laurentiis manifesta la volontà di multarlo, ufficialmente per non aver rispettato i diritti di immagine del club. Il 16 gennaio 2010 viene ceduto in prestito con diritto di riscatto ai greci dell'Olympiakos. Esordisce in Champions League nell'ottavo di finale contro il Bordeaux, mentre in campionato colleziona 7 presenze. Il club ellenico non esercita il diritto di riscatto e il calciatore, scaduti i termini del prestito, rientra al Napoli.
L'8 luglio 2010 viene ceduto, nuovamente in prestito, all'Espanyol con diritto di riscatto fissato intorno ai 6 milioni di euro. Nella sessione invernale di calciomercato il suo cartellino passa interamente alla società catalana nell'ambito dell'operazione che porta Víctor Ruiz al Napoli.
Il 25 gennaio 2012 viene ceduto ai brasiliani dell'Internacional di Porto Alegre.
Il 9 agosto 2013 si trasferisce in Brasile, all'Atlético Mineiro. Nel Campeonato Brasileiro Série A totalizza 70 presenze condite da 13 marcature, mentre nel Campionato Mineiro racimola 20 presenze, segnando solamente 2 gol.
Il 6 gennaio 2017, data la scadenza del contratto con l'Atlético Mineiro, si accasa al Vitória. Nel Campeonato Brasileiro Série A non avrà mai l'occasione di scendere in campo, mentre nel Campionato Baiano scende in campo 3 volte riuscendo a marcare 2 volte.
Dopo solo 5 mesi, il suo contratto viene risolto, il 12 maggio 2017.
Il 1º luglio 2017 il Banfield lo acquista a parametro zero. Nel club argentino diventa un vero e proprio pilastro nell'undici titolare: in 6 anni e mezzo gioca 85 partite segnando 13 reti. Il centrocampista argentino diventa uno dei giocatori più iconici del club.
Il 4 febbraio 2023 lascia, dopo 6 anni e mezzo, il Banfield, firmando per il Tristán Suárez.

### Nazionale
Il 22 luglio 2009 ottiene la sua prima convocazione nella nazionale argentina in occasione dell'amichevole contro la Russia. Esordisce nel corso del match, tenutosi il 12 agosto a Mosca, subentrando a Maxi Rodríguez; dopo 36 secondi dal suo ingresso in campo sigla il gol del momentaneo 3-1 per l'albiceleste. Il 5 settembre 2009 debutta dal primo minuto nel match di qualificazione mondiale contro il Brasile, nel quale va ancora in gol, accorciando momentaneamente le distanze sull'1-2 a favore dei brasiliani.
Inserito tra i 30 calciatori della lista pre Mondiale per Sudafrica 2010, il 18 maggio 2010 viene escluso dal ct Diego Armando Maradona dalla lista definitiva dei 23 convocati.

## Statistiche

### Presenze e reti nei club
Statistiche aggiornate al 25 ottobre 2015.
| Stagione                | Squadra                 | Campionato              | Campionato | Campionato | Coppe nazionali | Coppe nazionali | Coppe nazionali | Coppe continentali | Coppe continentali | Coppe continentali | Altre coppe | Altre coppe | Altre coppe | Totale | Totale |
| Stagione                | Squadra                 | Comp                    | Pres       | Reti       | Comp            | Pres            | Reti            | Comp               | Pres               | Reti               | Comp        | Pres        | Reti        | Pres   | Reti   |
| ----------------------- | ----------------------- | ----------------------- | ---------- | ---------- | --------------- | --------------- | --------------- | ------------------ | ------------------ | ------------------ | ----------- | ----------- | ----------- | ------ | ------ |
| 2004-2005               | Banfield                | 1ª Div.                 | 12         | 1          | -               | -               | -               | -                  | -                  | -                  | -           | -           | -           | 12     | 1      |
| 2005-2006               | Banfield                | 1ª Div.                 | 26         | 5          | -               | -               | -               | CS                 | 3                  | 1                  | -           | -           | -           | 29     | 6      |
| Totale Banfield         | Totale Banfield         | Totale Banfield         | 38         | 6          |                 | -               | -               |                    | 3                  | 1                  |             | -           | -           | 41     | 7      |
| 2006-2007               | Boca Juniors            | 1ª Div.                 | 25         | 1          | -               | -               | -               | CS+CL              | 1+7                | 0+1                | RS          | 2           | 0           | 35     | 2      |
| 2007-2008               | Boca Juniors            | 1ª Div.                 | 24         | 4          | -               | -               | -               | CS+CL              | 2+12               | 0+2                | -           | -           | -           | 38     | 6      |
| 2008-2009               | Boca Juniors            | 1ª Div.                 | 18         | 0          | -               | -               | -               | CS                 | 2                  | 1                  | RS          | 2           | 0           | 22     | 1      |
| Totale Boca Juniors     | Totale Boca Juniors     | Totale Boca Juniors     | 67         | 5          |                 | -               | -               |                    | 24                 | 4                  |             | 4           | 0           | 95     | 9      |
| gen.-giu. 2009          | Napoli                  | A                       | 9          | 0          | CI              | 0               | 0               | I+U                | 0+0                | 0                  | -           | -           | -           | 9      | 0      |
| 2009-gen. 2010          | Napoli                  | A                       | 13         | 1          | CI              | 3               | 0               | -                  | -                  | -                  | -           | -           | -           | 16     | 1      |
| Totale Napoli           | Totale Napoli           | Totale Napoli           | 22         | 1          |                 | 3               | 0               |                    | 0                  | 0                  |             | -           | -           | 25     | 1      |
| gen-giu. 2010           | Olympiakos              | SL                      | 7          | 0          | CdG             | -               | -               | UCL                | 2                  | 0                  | -           | -           | -           | 9      | 0      |
| 2010-2011               | Espanyol                | PD                      | 15         | 2          | CdR             | 2               | 0               | -                  | -                  | -                  | -           | -           | -           | 17     | 2      |
| 2011-gen. 2012          | Espanyol                | PD                      | 5          | 0          | CdR             | 2               | 0               | -                  | -                  | -                  | -           | -           | -           | 7      | 0      |
| Totale Espanyol         | Totale Espanyol         | Totale Espanyol         | 20         | 2          |                 | 4               | 0               |                    | 0                  | 0                  |             | -           | -           | 24     | 2      |
| 2012                    | Internacional           | A1/RS+A                 | 11+10      | 8+1        | CB              | -               | -               | CL                 | 8                  | 1                  | -           | -           | -           | 29     | 10     |
| gen.-ago. 2013          | Internacional           | A1/RS+A                 | 8+4        | 0          | CB              | 2               | 0               | -                  | -                  | -                  | -           | -           | -           | 14     | 0      |
| Totale Internacional    | Totale Internacional    | Totale Internacional    | 14+19      | 1+8        |                 | 2               | 0               |                    | 8                  | 1                  |             | -           | -           | 43     | 10     |
| ago.-dic. 2013          | Atlético Mineiro        | A                       | 11         | 1          | CB              | 0               | 0               | -                  | -                  | -                  | Cmc         | 0           | 0           | 11     | 1      |
| 2014                    | Atlético Mineiro        | M1/MG+A                 | 8+27       | 0+5        | CB              | 8               | 2               | CL                 | 5                  | 0                  | RSA         | 1           | 0           | 49     | 7      |
| 2015                    | Atlético Mineiro        | M1/MG+A                 | 7+21       | 2+5        | CB              | 2               | 0               | CL                 | 7                  | 0                  | -           | -           | -           | 37     | 7      |
| Totale Atlético Mineiro | Totale Atlético Mineiro | Totale Atlético Mineiro | 59+15      | 11+2       |                 | 10              | 2               |                    | 12                 | 0                  |             | 1           | 0           | 97     | 15     |
| Totale                  | Totale                  | Totale                  | 227+34     | 26+10      |                 | 19              | 2               |                    | 49                 | 6                  |             | 5           | 0           | 334    | 44     |

### Cronologia presenze e reti in nazionale
| Cronologia completa delle presenze e delle reti in nazionale ― Argentina | Cronologia completa delle presenze e delle reti in nazionale ― Argentina | Cronologia completa delle presenze e delle reti in nazionale ― Argentina | Cronologia completa delle presenze e delle reti in nazionale ― Argentina | Cronologia completa delle presenze e delle reti in nazionale ― Argentina | Cronologia completa delle presenze e delle reti in nazionale ― Argentina | Cronologia completa delle presenze e delle reti in nazionale ― Argentina | Cronologia completa delle presenze e delle reti in nazionale ― Argentina |
| Data                                                                     | Città                                                                    | In casa                                                                  | Risultato                                                                | Ospiti                                                                   | Competizione                                                             | Reti                                                                     | Note                                                                     |
| ------------------------------------------------------------------------ | ------------------------------------------------------------------------ | ------------------------------------------------------------------------ | ------------------------------------------------------------------------ | ------------------------------------------------------------------------ | ------------------------------------------------------------------------ | ------------------------------------------------------------------------ | ------------------------------------------------------------------------ |
| 12-8-2009                                                                | Mosca                                                                    | Russia                                                                   | 2 – 3                                                                    | Argentina                                                                | Amichevole                                                               | 1                                                                        |                                                                          |
| 5-9-2009                                                                 | Rosario                                                                  | Argentina                                                                | 1 – 3                                                                    | Brasile                                                                  | Qual. Mondiali 2010                                                      | 1                                                                        |                                                                          |
| 9-9-2009                                                                 | Asunción                                                                 | Paraguay                                                                 | 1 – 0                                                                    | Argentina                                                                | Qual. Mondiali 2010                                                      | -                                                                        |                                                                          |
| Totale                                                                   |                                                                          | Presenze                                                                 | 3                                                                        |                                                                          | Reti                                                                     | 2                                                                        |                                                                          |

| Cronologia completa delle presenze e delle reti in nazionale (partite non ufficiali) ― Argentina | Cronologia completa delle presenze e delle reti in nazionale (partite non ufficiali) ― Argentina | Cronologia completa delle presenze e delle reti in nazionale (partite non ufficiali) ― Argentina | Cronologia completa delle presenze e delle reti in nazionale (partite non ufficiali) ― Argentina | Cronologia completa delle presenze e delle reti in nazionale (partite non ufficiali) ― Argentina | Cronologia completa delle presenze e delle reti in nazionale (partite non ufficiali) ― Argentina | Cronologia completa delle presenze e delle reti in nazionale (partite non ufficiali) ― Argentina | Cronologia completa delle presenze e delle reti in nazionale (partite non ufficiali) ― Argentina |
| Data                                                                                             | Città                                                                                            | In casa                                                                                          | Risultato                                                                                        | Ospiti                                                                                           | Competizione                                                                                     | Reti                                                                                             | Note                                                                                             |
| ------------------------------------------------------------------------------------------------ | ------------------------------------------------------------------------------------------------ | ------------------------------------------------------------------------------------------------ | ------------------------------------------------------------------------------------------------ | ------------------------------------------------------------------------------------------------ | ------------------------------------------------------------------------------------------------ | ------------------------------------------------------------------------------------------------ | ------------------------------------------------------------------------------------------------ |
| 22-12-2009                                                                                       | Barcellona                                                                                       | Catalogna                                                                                        | 4 – 2                                                                                            | Argentina                                                                                        |                                                                                                  | -                                                                                                |                                                                                                  |
| Totale                                                                                           |                                                                                                  | Presenze                                                                                         | 1                                                                                                |                                                                                                  | Reti                                                                                             | 0                                                                                                |                                                                                                  |

## Palmarès

### Club

#### Competizioni internazionali
- Recopa Sudamericana: 3

Boca Juniors: 2006, 2008
Atlético Mineiro: 2014
- Coppa Libertadores: 1

Boca Juniors: 2007

#### Competizioni nazionali
- Campionato argentino: 1

Boca Juniors: Apertura 2008
- Coppa del Brasile: 1

Atlético Mineiro: 2014

#### Competizioni statali
- Campionato Gaúcho: 2

Internacional: 2012, 2013
- Campionato Mineiro: 1

Atlético Mineiro: 2015
- Campionato Baiano: 1

Vitória: 2017